# Луїс Маріо Кабрера
Луїс Маріо Кабрера (ісп. Luis Mario Cabrera, нар. 9 липня 1956, Ла-Ріоха) — аргентинський футболіст, що грав на позиції нападника, зокрема, за мадридський «Атлетіко».

## Ігрова кар'єра
У дорослому футболі дебютував 1975 року виступами на батьківщині за «Уракан», в якому провів три сезони, взявши участь у 61 матчі чемпіонату. 
1978 року перебрався до Іспанії, ставши гравцем друголігового клубу «Кастельйон».
Своєю грою за останню команду привернув увагу представників тренерського штабу мадридського «Атлетіко», до складу якого приєднався 1980 року. Відіграв за мадридський клуб наступні шість сезонів своєї ігрової кар'єри. У складі «Атлетіко» був одним з головних бомбардирів команди, маючи середню результативність на рівні 0,37 голу за гру першості. 1985 року допоміг команді здобути кубок Іспанії, ставши того року найкращим бомбардиром розіграшу трофею. Наступного сезону команда успішно виступала у Кубку володарів кубків, сягнувши фіналу турніру, в якому з рахунком 0:3 поступилася київському «Динамо».
Невдовзі після поразки у фіналі єврокубка перейшов до «Кадіса», кольори якого захищав протягом 1986—1988 років.
Завершив професійну ігрову кар'єру у «Кастельйоні», в якому свого часу розпочинав її іспанський етап. Прийшов до команди 1988 року, захищав її кольори до припинення виступів на професійному рівні у 1990.

## Титули і досягнення
- Володар Кубка Іспанії з футболу (1):

«Атлетіко»: 1984–85
- Володар Суперкубка Іспанії з футболу (1):

«Атлетіко»: 1985